# 斉藤武 (工学者)
斉藤 武（さいとう たけし、1914年12月27日～2001年3月6日）は、日本の工学者。工学博士（北海道大学）。専門は、熱工学。札幌市出身
1939年北海道帝國大學工学部機械工学科卒業。1939年同工学部助手。1940年同工学部助教授。1949年北海道大学工学部教授。1957年同工学部教授。1960年北海道大学にて論題「高速流動域における管内熱伝導に関する研究」で工学博士受く。北海道大学工学部長や北海道大学副学長を経て、1978年同停年退官。同名誉教授。豊橋技術科学大学副学長。1980年同工学部教授。1984年同定年退職。同名誉教授。日本工学院北海道専門学校自動車整備科客員講師。1987年同退職。
この他、日本伝熱学会会長、日本機械学会理事、日本ガスタービン学会理事など歴任。

## 著書
- 大賀悳二ほか共著『工業熱力学通論』日刊工業新聞社、1963年初版/1983年第2版
- 谷口博ほか共著『蒸気原動機』朝倉書院、1979年

## 注
1. ↑  博論データベース
2. ↑  『北海道人物・人材情報リスト　2002　かーと』日外アソシエーツ、2002年、819頁

| スタブアイコン | サブスタブ | この項目は、まだ閲覧者の調べものの参照としては役立たない、人物に関連した書きかけの項目です。この項目を加筆・訂正などしてくださる協力者を求めています（P:人物伝/PJ:人物伝）。 |